# Jardin botanique alpin Paradisia
Le jardin botanique alpin Paradisia se situe à 1 700 mètres d'altitude, dans le Valnontey, l'une des vallées latérales du val de Cogne, en Vallée d'Aoste, à l'intérieur du Parc national du Grand-Paradis.
Il tire son nom du Paradisea liliastrum (le lys blanc).

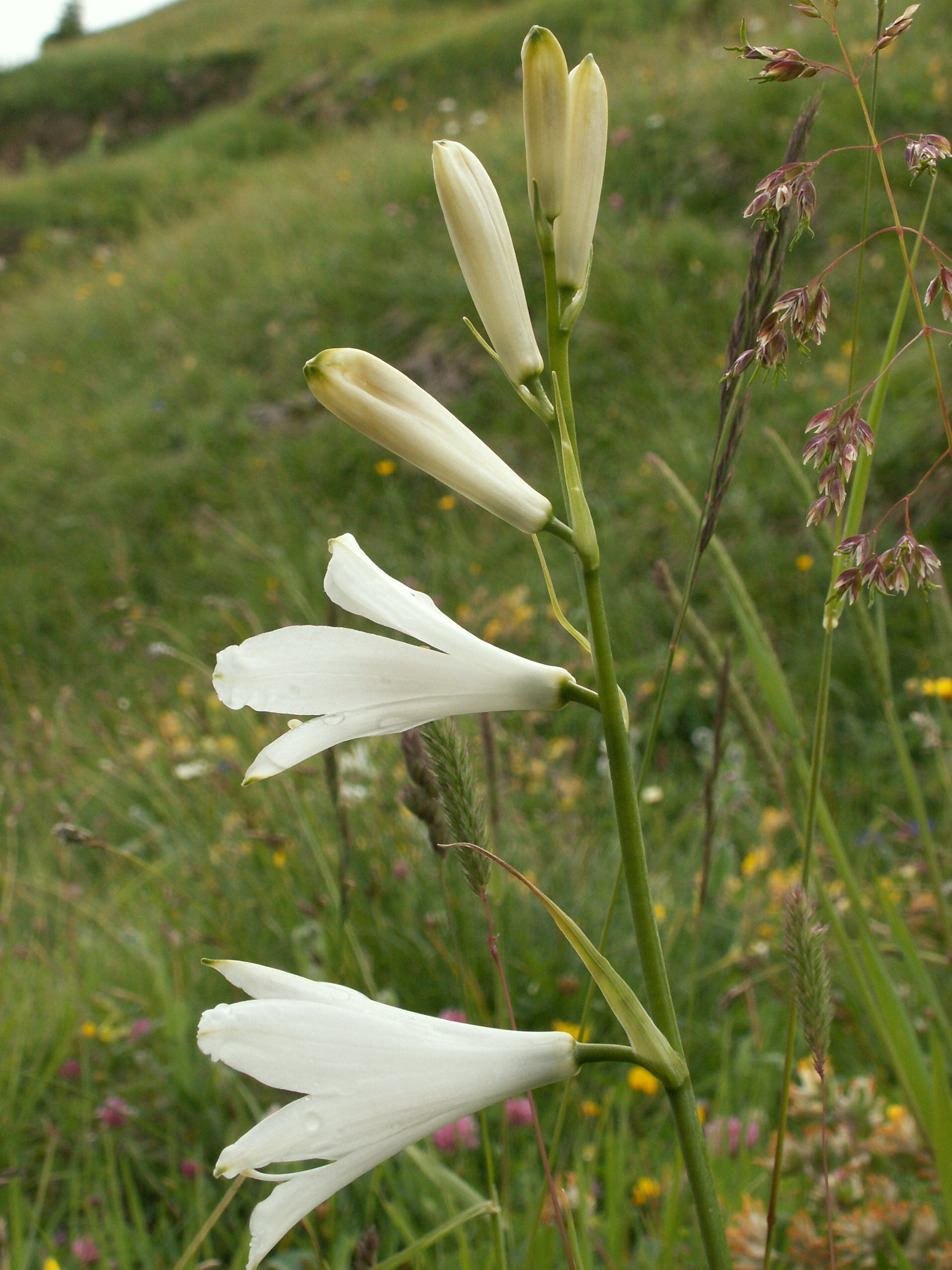
Paradisea liliastrum.

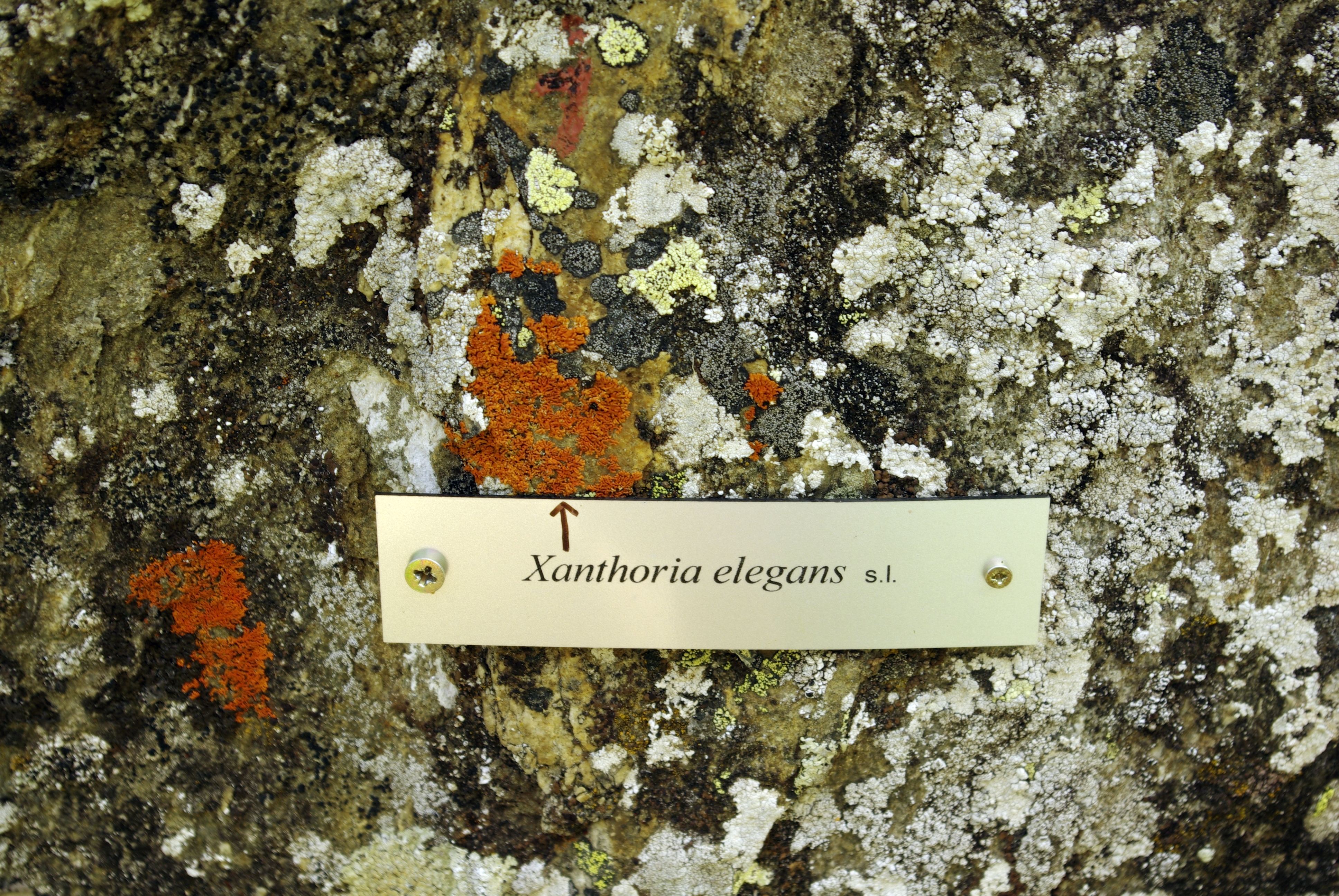
Xantoria elengans, exemplaire de la collection des lichens.

## Histoire
Le jardin Paradisia fut inauguré en 1955 selon la volonté du conseil d’administration du Parc national du Grand-Paradis, afin de conserver et valoriser la flore typique du parc. Ce site fut choisi en raison de sa position, qui permet de reproduire de différents habitats, et, par conséquent, d'accueillir une grande variété d'espèces.
Au cours des années suivantes, les initiatives du parc améliorèrent le potentiel du jardin. En 1964, près du jardin fut inaugurée une « Station de biologie de montagne », pour favoriser l'activité de recherche concernant la flore et la faune du parc. En 1971, l'administration du parc donna le coup d'envoi à un projet de restauration du jardin sur base écologique, et réalisa entre autres l'herbier de la flore spontanée et la banque de graines.
La collaboration entre le jardin et la région autonome Vallée d'Aoste prit son essor aux années 1980. Ce processus a amené à la prise en gestion de la Paradisia par la Fondation Grand-Paradis.

## Les collections
Le jardin Paradisia accueille 1 000 espèces, collectées dans la nature, ou obtenues dans la pépinière.
Les collections présentes sont notamment :
- l’Exposition pétrographique : recueil illustré d'échantillons des rochers les plus significatifs du val de Cogne et d'autres régions du parc national ;
- la Collection des lichens : disposés spontanément sur une série de gros rochers, ils vivent grâce à la totale absence de pollution ;
- le jardin des Papillons : un itinéraire dédié aux papillons, et au rôle qu'ils jouent lors du processus de pollinisation de la flore de montagne ;
- les Plantes officinales : illustration de l'utilisation des plantes officinales présentes sur le territoire du parc national, dans des domaines tels que la médecine, la cosmétologie, la production des liqueurs et  la cuisine.